# Steven Slocum
Steven Andrew Slocum (West Monroe, 5 novembre 1979) è un wrestler statunitense che è stato sotto contratto con la World Wrestling Entertainment e lottava nella federazione di sviluppo FCW sotto il nome di Jackson Andrews.

## Carriera

### Pro Wrestling Alliance (2007 - 2008)
Slocum ha combattuto sotto il nome di "Cyrus" nella Pro Wrestling Alliance (PWA), in Texas, dove aveva come manager Lady Poison. Debutta il 21 luglio 2007 a Pasadena, sconfiggendo Devin. Continua a combattere e a vincere, sconfiggendo Santana, Nocolas, Samson e Robbie Gilmore a inizio 2008.

### WWE

#### Florida Championship Wrestling (2009 - 2011)
Nel settembre 2009, Slocum firma un contratto di sviluppo con la WWE e viene mandato in FCW, dove assume il ring name di Jackson Andrews e dove debutta a fine 2009. A inizio 2010, Andrews forma un tag team con Curt Hawkins. Il 18 febbraio, i due sconfiggono Darren Young e Percy Watson in un tag team match e poi la coppia inizia un feud con Caylen Croft e Trent Baretta. Andrews a marzo sconfigge diverse volte Croft e Baretta in match singoli, poi in coppia con Hawkins sconfigge Husky Harris e Bo Rotundo e la squadra formata da Eli Cottonwood e Wes Brisco. Il 29 luglio perde un six-man tag team match in squadra con Jinder Mahal e Eli Cottonwood contro Devin Allen, Lucky Cannon e Bobby Dutch. A novembre e a dicembre, Andrews appare in diversi house show, perdendo contro Goldust e sconfiggendo JTG. Il 31 gennaio 2011, prova a conquistare l'FCW Florida Heavyweight Championship ma viene sconfitto dal campione Mason Ryan.

#### Raw (2010 - 2011)
Il 6 dicembre a Raw, Andrews fa il suo debutto come manager di Tyson Kidd e attaccando l'ex compagno di squadra di Kidd, David Hart Smith. Il 27 dicembre, sempre a Raw, Tyson Kidd viene sconfitto da Mark Henry e dopo il match, Andrews ha un confronto con Henry che però si conclude con il dominio di Mark che esegue la World Strongest Slam sia su Kidd che su Andrews.
Il 18 aprile 2011, Jackson Andrews viene licenziato dalla WWE.

## Nel Wrestling

### Finishing Moves
- Chokebomb
- Two handed chokeslam

### Manager
- Lady Poison

## Titoli e riconoscimenti
Pro Wrestling Illustrated
- 320º nella classifica dei 500 migliori wrestler su PWI 500 (2010)